# 克雷斯 (加利福尼亞州)
克雷斯（英語：Kres）是位於美國加利福尼亞州內華達縣的一個非建制地區。該地的面積和人口皆未知。

## 地理
克雷斯的座標為39°19′00″N 121°00′40″W / 39.31667°N 121.01111°W，而該地的平均海拔高度為872米（即2861英尺）。